# Udržitelný rozvoj

Pilíře udržitelného rozvoje

Udržitelný rozvoj je způsob rozvoje lidské společnosti, který uvádí v soulad hospodářský a společenský pokrok s plnohodnotným zachováním životního prostředí. Sociální, ekonomický a environmentální pilíř udržitelného rozvoje mají stejnou váhu, jsou vzájemně provázány a nelze jeden z nich upřednostnit na úkor ostatních. 
Mezi hlavní cíle udržitelného rozvoje patří vytvoření společnosti, která využívá přírodní zdroje k naplnění svých potřeb pouze do té míry, aby nedocházelo k ohrožení integrity planety a stability přírodního systému. Soustředí se přitom jak na potřeby současné generace, tak i generací budoucích.
Udržitelný rozvoj byl poprvé institucionalizován procesem zahájeným v roce 1992 na Summitu Země v Rio de Janeiru. V roce 2015 přijalo Valné shromáždění Organizace spojených národů Agendu 2030 pro udržitelný rozvoj a zavázalo se k plnění 17 Cílů udržitelného rozvoje. Tyto cíle se zabývají všemi aktuálními globálními výzvami včetně chudoby, hladu, přístupu k základním veřejným službám a jejich kvality, nerovností, změny klimatu, ztráty biodiverzity atd. Za plnění cílů jsou primárně zodpovědné vlády jednotlivých států s podporou mezinárodních organizací a mezinárodní rozvojové spolupráce. 

## Termín a definice
Termín udržitelný rozvoj se poprvé objevil v roce 1987 ve zprávě Naše společná budoucnost. Byl definován jako: „takový rozvoj, který naplňuje potřeby přítomných generací, aniž by ohrozil schopnost budoucích generací naplňovat potřeby své.“
Evropský parlament definuje udržitelný rozvoj jako: „zlepšování životní úrovně a blahobytu lidí v mezích kapacity ekosystémů při zachování přírodních hodnot a biologické rozmanitosti pro současné a příští generace“.
Podle českého zákona o životním prostředí je jím: „takový rozvoj, který současným i budoucím generacím zachovává možnost uspokojovat jejich základní životní potřeby a přitom nesnižuje rozmanitost přírody a zachovává přirozené funkce ekosystémů“.
Termín udržitelný způsob života či udržitelný život je holistickou životní strategií, jež vychází z koncepce udržitelného rozvoje. Jeho zásady a principy pak aplikuje na praktickou rovinu způsobu života společnosti i jednotlivce (přičemž model udržitelného rozvoje se s modelem udržitelného způsobu života protíná a hranice nejsou jasně vymezeny). Cílem takového způsobu života je umožnit přežít nám i dalším generacím v co nejpříznivějším životním prostředí. Český ekolog a zakladatel Společnosti pro trvale udržitelný život Josef Vavroušek ho definuje jako: „takový způsob života, který se přibližuje ideálům humanismu a harmonie vztahů mezi člověkem a přírodou, a to v časově neomezeném horizontu. Je založen na vědomí odpovědnosti vůči dnešním i budoucím generacím a na úctě k živé i neživé přírodě.“

## Historie
V roce 1968 byl založen Římský klub, který sdružuje uznávané osoby z mnoha zemí a provádí výzkumy, které se zabývají problémy vývoje světa jako celku, aby bylo možno vést rozhodující kroky ke stanovení limitů růstu, popř. limitů směru růstu.

Logo Římského klubu

V roce 1972 Římský klub uveřejnil zprávu Meze růstu, zadanou týmu vědců z Massachusettského technologického institutu. Tato zpráva zveřejnila výsledky počítačově simulovaného vývoje lidské populace a využívání přírodních zdrojů do roku 2100. Z této zprávy je patrné, že během 21. století dojde k brutálnímu populačnímu pádu v důsledku znečištění, vyčerpání úrodnosti obdělavatelných půd a nedostupnosti energetických zdrojů (především fosilních paliv). Zpráva byla vydána rovněž knižně pod názvem Meze růstu, hlavními autory jsou manželé Meadowsovi.
Ve stejném roce (1972) se uskutečnila Konference OSN o životním prostředí člověka. Zde vyšla na světlo světa myšlenka nutnosti ekologicky přijatelného rozvoje a nastínily se zde hlavní problémy vzájemného působení ekonomického růstu na stav planety. Rovněž zde došlo k načrtnutí problémů nerovného vývoje rozvojových zemí (nazývaných globální jih) a vysoce rozvinutých zemí (pro něž se vžil termín globální sever).
V roce 1987 byla stanovena definice trvale udržitelného rozvoje v tzv. Zprávě Brundtlandové (pojmenované po norské fyzičce a političce Gro Harlem Brundtlandové, předsedkyni tehdejší Světové komise OSN pro životní prostředí a rozvoj. Tato zpráva byla vydána knižně pod titulem Naše společná budoucnost (česky v roce 1991). Na Summitu Země v Riu de Janeiru v roce 1992 přešel tento termín do širokého povědomí.
Průmyslové katastrofy posledních třiceti let (Černobylská havárie, katastrofa chemického závodu v Bhópálu, havárie tankeru Exxon Valdez aj.) donutily k hlubokým otázkám nejen veřejnost, ale především nejrůznější organizace, do jejichž pole působnosti podobné problémy spadaly (např. Greenpeace). Trvale udržitelný rozvoj se tak stal veřejně diskutovanou záležitostí.
V roce 1992 bylo jako reakce na dvacáté výročí první zprávy Římského klubu vydáno její pokračování, kniha Překročení mezí (orig. Beyond the Limits). Kniha aktualizuje informace z Mezí růstu a snaží se aplikovat několik matematických modelů odpovídajících různému chování lidské populace. Většina modelů předpokládá významný pokles životní úrovně spojený s vyčerpáním zdrojů a znečištěním životního prostředí mezi lety 2020 a 2060.

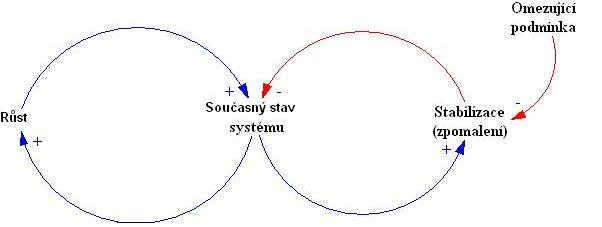
Působení růstu a současného stavu systému přináší větší růst současného stavu systému. V procesu růstu se současný stav systému setkává s omezující podmínkou bránící zlepšení. Výsledkem je proces stabilizace (zpomalení), který následně ovlivňuje současný stav systému a tím omezuje proces růstu

V září roku 2002 na Sumitu v Johannesburgu více než sto hlav států a několik desítek tisíc zástupců světových vlád ratifikovalo dohodu vyjadřující zájem o zachování přírodních zdrojů a planetární biodiverzity. V roce 2005 byl zakončen projekt „Hodnocení ekosystémů na přelomu tisíciletí“, který  vycházel ze základních mezinárodních smluv o ochraně přírody — Úmluva o biologické rozmanitosti (biodiverzitě), Úmluva o boji proti rozšiřování pouští (dezertifikaci), Ramsarské úmluva o mokřadech, Bonnská úmluva o ochraně stěhovavých druhů atd. Projekt provedl syntézu vědeckých poznatků o změnách ekosystémů a jejich dopadech na kvalitu života, aby se pokusil o modelovaní možného vývoje v 21. století.

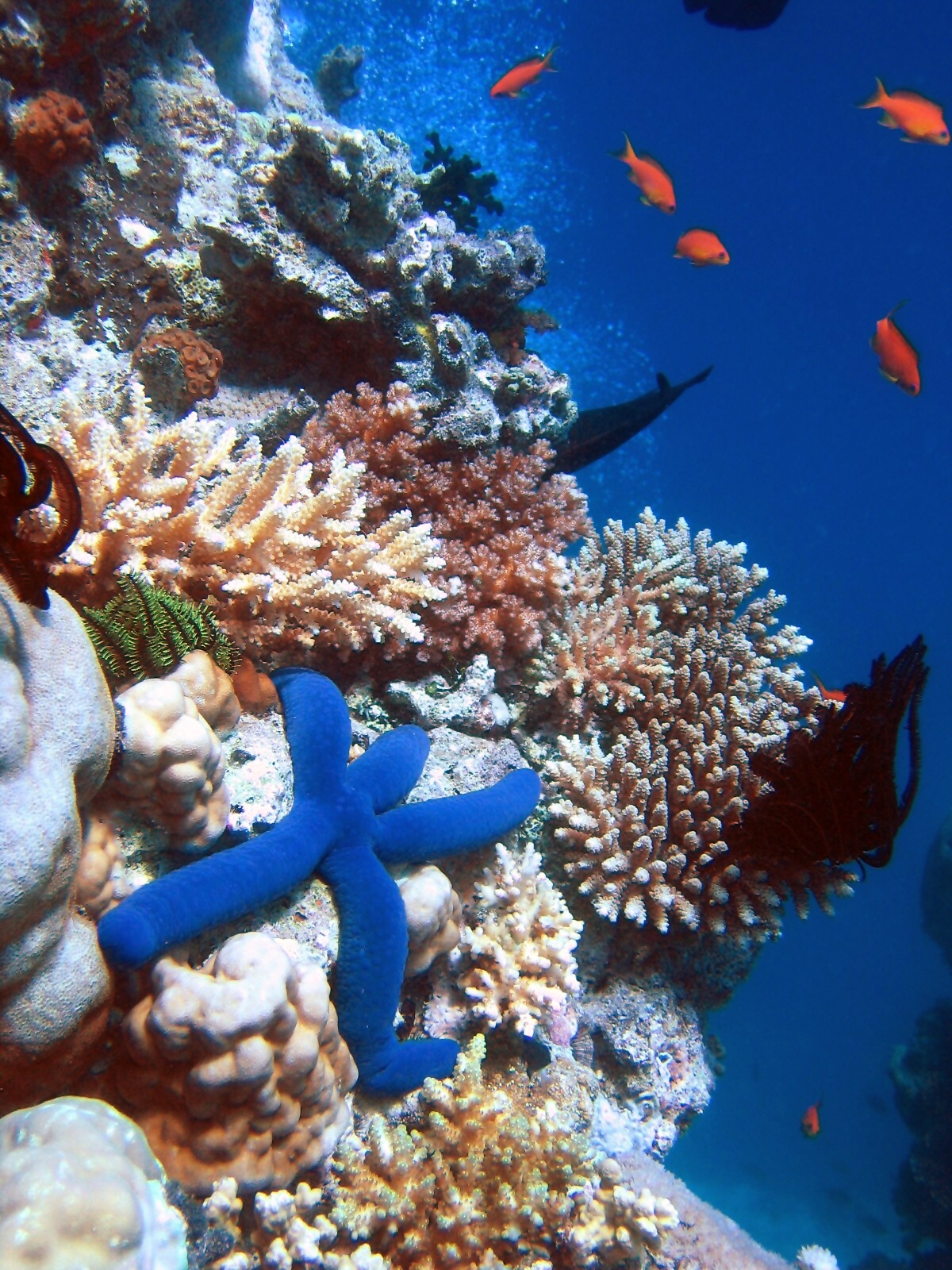
Biodiverzita korálového útesu

## Principy
Jestliže vycházíme ze zjištění, že hospodářská úroveň globálního severu je založena na intenzivním využívání přírodních zdrojů a následném znečišťování, často i destrukci mnohých ekosystémů, je třeba se obávat[zdroj⁠?!], že cesta zemí globálního jihu k podobnému stavu prosperity přinese ještě masivnější degradaci biosféry, než jaká probíhá dnes.[zdroj⁠?!] A jelikož je jasné[kdo?], že není možné ani účelné bránit chudým populacím v dosažení stejné míry úrovně života[zdroj⁠?!], jaká je ve vyspělých zemích standardem, mezi hlavní úkoly trvale udržitelného rozvoje patří zejména definovat koncepce, které by dokázaly omezit dopad lidské populace na životní prostředí (v podstatě snížit tzv. ekologickou stopu).
- Obnovitelné zdroje by měly být čerpány maximálně rychlostí, kterou se stačí obnovovat.[zdroj⁠?!]
- Vyčerpatelné zdroje by měly být čerpány maximálně rychlostí, kterou budou budovány jejich náhrady, na něž bude možno plynule přejít.[zdroj⁠?!]
- Intenzita znečišťování nesmí přesáhnout asimilační kapacitu životního prostředí [zdroj⁠?!]
- Část současných technologií by měla být investována na redukci znečištění, snížení plýtvání a zvýšení efektivity (výrobků, energie, výrobních postupů, …). [zdroj⁠?!]

## Pilíře
Rozlišujeme tři základní pilíře (označované také jako základy, dimenze či roviny) udržitelného rozvoje: environmentální, ekonomický a sociální. Tak byly etablovány ve zprávě Naše společná budoucnost a následně rozpracovány na Konferenci OSN o životním prostředí a rozvoji, která se uskutečnila v Rio de Janeiru v roce 1992. Někdy se ovšem také setkáváme s dalším dělením, které sociální pilíř rozděluje na sociální (společenský, lidský) a kulturní, popřípadě rovinu politicko-společenskou. Výzkum ukazuje, že většina lidí vnímá environmentální udržitelnost tak, že jde proti sociální udržitelnosti, ale že je v souladu s ekonomickou udržitelností.

### Ekonomický pilíř
Ekonomický pilíř se skládá ze všech hospodářských aktivit v dané společnosti, interakcí mezi nimi a mezi životním prostředím a společností. Jeho správné uchopení je jedním z největších problémů a výzev udržitelného rozvoje. Český ekolog a politik Ivan Rynda uvádí, že: „Rovina ekonomická zahrnuje jednak pobídkové nástroje pro ty ekonomické subjekty, které se nechtějí přizpůsobit imperativu udržitelnosti dobrovolně, ale také parametry, plně tržně kompatibilní mechanismy, které náhle umožňují zcela funkčnímu trhu se všemi jeho výhodami životní prostředí chránit a nikoli je ohrožovat nebo poškozovat. Tyto nástroje tedy plní nejméně tři základní funkce: jednak přispívají k ochraně životního prostředí, přírody a krajiny na straně výrobce i spotřebitele, dále vytvářejí finanční zdroje k jejich další sekundární sanaci a ochraně a konečně vyváženě podporují inovační cyklus směrem ke zlepšení nejen environmentální šetrnosti, ale i ke zlepšení užitné hodnoty výrobku.“ 

### Environmentální pilíř
Vychází z faktu, že v omezeném systému není neomezený růst možný. Proto je nutné uvědomit si hodnotu ekosystémů a jejich služeb, náležitě ji ocenit (ať již duchovně či materiálně) a dobře ji střežit. Environmentální pilíř zasahuje jak do roviny sociální, tak ekonomické. Právě počáteční snahy o ochranu životního prostředí vedly k dnešní podobě udržitelného rozvoje, která zdůrazňuje jak rovinu sociální, tak ekonomickou. Udržitelný rozvoj je občas mylně chápán pouze jako synonymum k ochraně přírody, potažmo životního prostředí (v úzce vymezeném přírodním slova smyslu). Ve správném pojetí je však naprosto nezbytné klást stejný důraz na jeho pilíře (které ho podpírají rovnocenně). Zásadní premisou environmentálního pilíře pak je ochrana biodiverzity ve všech jejích formách a podobách, přičemž: „nejvyšší úroveň je přitom nutné chápat jako diversitu kulturní, jež je pro zachování dynamické rovnováhy a stability lidských společenství neméně významná než diversita biologická pro zachování ekosystémů.“ (Rynda)

### Sociální pilíř
Aktivy tohoto pilíře spočívají ve vyvažování nerovností mezi jednotlivými společenskými skupinami i jednotlivci. Mezi jeho základní premisy patří odstraňování chudoby a to jak v rámci lokálních měřítek (v rámci regionů a mezi nimi), tak v globálních podmínkách (mezi jednotlivými zeměmi a geopolitickými celky); rovný přístup k základním hygienickým podmínkám a lékařské péči; další aktivity se orientují i na potlačování projevů diskriminace, rasismu i xenofobie a náboženské nesnášenlivosti. Je v něm obsažena také problematika mezigenerační soudržnosti a sociálního začleňování vyloučených (handicapovaných či seniorů). Ivan Rynda zdůrazňuje, že udržitelné aktivity by se měly řídit principy uvědomělé skromnosti a zároveň výběrové náročnosti, uvádí, že: „skutečně vyšší kvalitu života, který není založen na spotřebě vedoucí k odcizení, ale na vlastním aktivním a tvořivém přístupu ke světu, umožňuje především paradigma uvědomělé skromnosti, jež si uvážlivě dovede odříci vše zbytné. Komplementární hodnotou je však výběrová náročnost, totiž právo na užívání lidského důmyslu a jeho produktů všude tam, kde skutečně umožňují a podporují naplnění lidského úkolu, totiž sebezdokonalování a naplňování dobra.“

## Cíle
Nejznámější definice cílů udržitelného rozvoje pochází přímo ze zprávy Naše společná budoucnost: „Udržitelný rozvoj je takovým rozvojem, který naplňuje potřeby přítomných generací, aniž by ohrozil schopnost naplňovat je i generacím budoucím.“ Zpráva dále upřesňuje, že termínem ‚potřeby‘ se myslí základní potřeby vždy těch nejchudších obyvatel planety. V opačném případě by se pojem potřeby mohl statisticky dezinterpretovat: ač by se globální stav mohl jevit relativně v pořádku, následky případné katastrofy by nejvýrazněji nesly nejchudší skupiny obyvatel (např. přímořské populace rozvojových států v případě výraznějšího stoupání hladin oceánů, kdy by se vyspělé země s tímto defektem dokázaly relativně úspěšně vyrovnat). V zásadě mezi takové potřeby lze počítat především dostatečné množství jídla, pitné vody, odpovídající přístřeší, základní úroveň lékařských a vzdělávacích služeb a kvalitní životní prostředí.
Heslem tohoto pojetí udržitelného rozvoje se stal připisovaný citát Antoina de Saint-Exupéry: „Nedědíme Zemi po našich předcích, nýbrž si ji vypůjčujeme od našich dětí.“
Zpráva Naše společná budoucnost uvádí jako jeden ze základních cílů trvalou ochranu genové rozmanitosti rostlinných a živočišných druhů a celých ekosystémů. To vychází z přesvědčení, že biologicky pestré prostředí je odolnější vůči náhlým krizím a po všech stránkách vykazuje vyšší schopnost regenerace. Mizení živočišných a rostlinných druhů zintenzivněné lidskou činností se nám tak může stát osudné (např. v případě infekční pandemie mezi nedostatečně diverzifikovanými hospodářskými zvířaty nebo rostlinami).
Dnes je někdy v ekonomii rozlišována tzv. slabá a silná trvalá udržitelnost.
Slabá udržitelnost znamená, že v budoucnu nedojde ke snížení celkové ekonomické hodnoty zdrojů i produktů z nich získaných, tj. připouští, že z primárních, neobnovitelných zdrojů je možné čerpat, pokud ovšem je vytvořena příslušná protihodnota (tj. čerpání neprobíhá ztrátově). Takto získaný výrobek po skončení doby svého užívání musí být beze zbytku recyklován, aby nedocházelo ke ztrátám.
Silná udržitelnost, která je v současné době považována v krátkodobém i střednědobém hledisku za obtížně realizovatelnou, vyžaduje nesnižující se hodnotu zdrojů, tedy princip silné udržitelnosti umožňuje čerpat jen obnovitelné zdroje, neobnovitelné jako zdroj energie vůbec neuvažuje.
Pro sledování udržitelného rozvoje vznikly tzv. indikátory trvale udržitelného rozvoje, což jsou ukazatele, které popisují chování lidské společnosti ve vztahu ke zdrojům, ochraně přírody a životního prostředí. Příkladem takových indikátorů je např. podíl zvláště chráněných území na ploše státu, podíl elektrické energie získávané z obnovitelných zdrojů apod.

## Dokumenty

Vlajka OSN

Teorie udržitelného rozvoje je rozpracována v řadě dokumentů OSN, mezi hlavní patří následující:

### Deklarace Konference Organizace spojených národů o životním prostředí
Dokument, který přijala OSN 16. června 1972 na svém 21. plenárním setkání ve švédském Stockholmu. Konalo se pod názvem Konference OSN o životním prostředí člověka a probíhalo od 5. do 16. června 1972. Stockholmská deklarace je první dokument mezinárodního významu, který přiznává lidstvu právo na zdravé životní prostředí. Deklarace je zároveň základním dokumentem pro další vývoj mezinárodního práva a dalších aktivit v oblasti životního prostředí.

### Naše společná budoucnost
Světová komise Organizace spojených národů pro životní prostředí a rozvoj vydala v roce 1987 studii Naše společná budoucnost, která je známá také jako Zpráva Brundtlandové. Tato závěrečná zpráva je výsledek čtyřleté práce Komise, která probíhala pod vedením norské ministerské předsedkyně Gro Harlem Brundtlandové v letech 1983 až 1987. Byla předložena 42. zasedání Valného shromáždění OSN. Stala se důležitým milníkem ve vývoji ochrany životního prostředí. Zabývá se soudobou environmentální problematikou, etabluje a definuje pojem udržitelného rozvoje jako: „takový rozvoj, který naplňuje potřeby přítomných generací, aniž by ohrozil schopnost budoucích generací naplňovat potřeby své.“

### Deklarace Konference OSN o životním prostředí a rozvoji
Po dříve přijaté Stockholmské deklaraci se jedná o další důležitý text mezinárodního významu, který přiznává lidstvu právo na zdravé životní prostředí a zároveň je stěžejním dokumentem pro následující vývoj mezinárodních aktivit v oblasti životního prostředí. Konference se stala (spolu se svými výsledky) zatím nejdůležitějším počinem OSN v oblasti udržitelného rozvoje. Konference se zúčastnili mimo jiné i představitelé z tehdejšího Československa.

### Agenda 21
Programový dokument OSN a jeden ze základních textů udržitelného rozvoje. Je to komplexní dokument, který schválila Organizace spojených národů na Konferenci OSN o životním prostředí a rozvoji. Konference se konala 3.–14. června 1992 v brazilském hlavním městě Rio de Janeiro. „U zrodu Agendy 21 v Rio de Janeiru stál za Československo tehdejší československý federální ministr životního prostředí Josef Vavroušek, který vedl československou delegaci.“[1] V České republice se daří aplikovat principy Místní Agendy 21 např. v rámci asociace místních správ Národní sítě Zdravých měst ČR.

### Johannesburská deklarace o udržitelném rozvoji
Jeden ze dvou dokumentů udržitelného rozvoje, který přijala OSN na Světovém summitu o udržitelném rozvoji (známý také pod názvem Summit země 2002). Summit se konal v jihoafrickém Johannesburgu v roce 2002 ve dnech 26. srpna – 4. září.

### Implementační plán ze Světového summitu o udržitelném rozvoji
Navázal na dokumenty z Ria de Janeira (Agendu 21 a Deklaraci konference OSN o životním prostředí a rozvoji). Jedná se o jeden z nejdůležitějších dokumentů mezinárodního významu, který se zabývá nejen teoretickou stránkou udržitelného rozvoje, zhodnocením dosavadních výsledků, ale i obecnými návrhy na jeho praktickou implementaci do národních a mezinárodních strategií udržitelného rozvoje.

### Budoucnost, kterou chceme
Dokument, který byl přijat na Konferenci OSN o udržitelném rozvoji, pro niž se také užívá název Rio+20. Konference se konala ve dnech 20.–22. června 2012 v brazilském Riu de Janeiru. V dokumentu jsou potvrzeny staré závazky a věnována pozornost konceptu zelené ekonomiky.

### Agenda 2030
V současné době nejvýznamnější dokument, který vzešel z Konference OSN o udržitelném rozvoji v New Yorku v roce 2015. Je v něm stanoveno 17 cílů, které by měly státy naplnit do roku 2030. V České republice vznikl implementační dokument Česká republika 2030. Nutno podotknout, že Česká republika patrně závazky do roku 2030 nenaplní. Problémem je upřednostňování hospodářského rozvoje, škrty v sociální oblasti, mediální blokace informací o skutečném stavu životního prostředí a sociálního systému, a nezájem ze strany jak politiků, tak veřejnosti. Ve srovnání se západními evropskými zeměmi již dnes Česká republika na půdě udržitelnosti velmi zaostává.

### Dekáda OSN pro obnovu ekosystému
Roky 2021 až 2030 vyhlásilo OSN Dekádou OSN pro obnovu ekosystému.  Je koncipována jako prostředek ke zdůraznění potřeby výrazně posílené globální spolupráce při obnově poškozených a zničených ekosystémů, což přispěje k úsilí v boji proti globálnímu oteplování a ochraně biologické diverzity, potravinové bezpečnosti a zásobování vodou.

## Cíle udržitelného rozvoje

Logo Cílů udržitelného rozvoje

Sedmnáct Cílů udržitelného rozvoje je prezentováno jako program OSN rozvoje na následujících 15 let (2015–2030) a navazuje na úspěšnou agendu Rozvojových cílů tisíciletí. Tyto cíle byly přijaty v září 2015 na summitu OSN v rámci tzv. Agendy 2030 „Přeměna našeho světa: Agenda pro udržitelný rozvoj 2030“, na které se státy dohodly během tříletého procesu, který začal na Konferenci OSN o udržitelném rozvoji v roce 2012 v Riu de Janeiro.

## Informační a komunikační technologie pro rozvoj
Informační a komunikační technologie pro rozvoj je označení, jež se používá pro takový způsob využívání informačních a komunikačních technologií (ICT), který směřuje k udržitelnému rozvoji.
První pokusy o aplikaci ICT v rozvojových zemích byly učiněny v polovině padesátých let 20. století. Poprvé bylo použití počítače v oblasti rozvoje zaznamenáno v roce 1956 v Indii. Jednalo se o model HEC-2M, který byl použit v Indickém statistickém institutu. Používal se při počítání a tvorbě statistických analýz v rámci Indického národního plánu, tzv. Druhého pětiletého období (1956–61).[1] Od té doby jsou ICT využívány ve všech oblastech rozvoje po celém světě, jak ve státech vyspělých, tak rozvojových, přičemž v posledních dekádách množství jejich zavádění značně roste.

## Otevřené vzdělávací zdroje

logo otevřených vzdělávacích zdrojů

Zájem o otevřenost je v oblasti životního prostředí a udržitelného rozvoje založen na kultuře otevřenosti, formulované Aarhuskou úmluvou, která zaručuje univerzální právo na přístup k informacím, jež se týkají životního prostředí. Problémy související se životním prostředím a udržitelným rozvojem jsou interdisciplinární povahy a proto musí být informační zdroje často aktualizovány. Z těchto důvodů mohou být otevřené vzdělávací zdroje (OER) ideální formou informačních zdrojů a jak pro studenty a odborníky, tak pro širokou veřejnost. Přístup k poznatkům je vymezen jako nejdůležitější podmínka pro naplňování Cílů udržitelného rozvoje.
Principy OER kromě toho podporují také širší dostupnost vzdělávání, která má zásadní význam pro udržitelný rozvoj. Mnoho autorů poukazuje také na to, že znalost má povahu globálních veřejných statků. Podle ekonoma Josepha Stiglitze, je šíření znalostí jedním ze základních předpokladů pro rozvoj, který vyžaduje podporu veřejnosti. OER může také podpořit šíření znalosti jako veřejného statku.

## Související koncepty a modely

### Digitální ekonomika

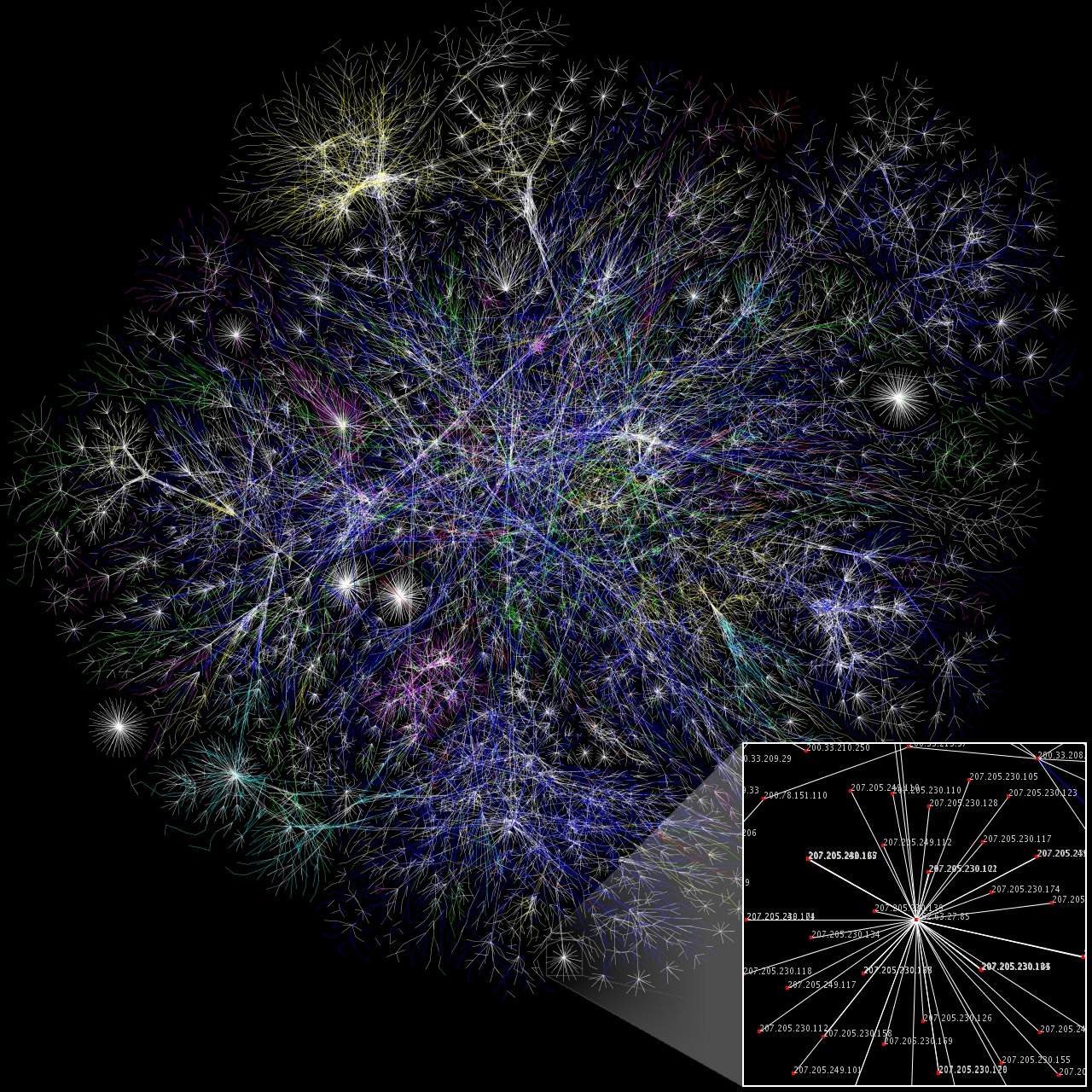
Grafické znázornění části internetu

Digitální ekonomika je označení pro revoluční způsob alokace zdrojů, jenž hojně využívá informačních a komunikačních technologií. Díky nim se mění celá struktura řízení podniků a vznikají i nová odvětví. Jedná se o proces, který prostupuje celou společností a je provázán s koncepcí informační společnosti. Pro její rozvoj je klíčový přístup k internetu. Digitální ekonomika představuje výzvu pro země i regiony. Její podpora může zvýšit konkurenceschopnost; státy, které ji nepřijmou, se mohou naopak potýkat s vážnými socioekonomickými problémy.

### Cirkulární ekonomika
Cirkulární ekonomika je koncept, který je integrální součástí udržitelného rozvoje. Zabývá se způsoby, jak zvyšovat kvalitu životního prostředí a lidského života pomocí zvyšování efektivity produkce.
Klíčové je, aby používané materiály byly navzájem odděleny do dvou nezávisle cirkulujících okruhů, jež se řídí rozdílnou logikou. První operuje s látkami organického původu, které jsou snadno odbouratelné a není u nich proto problém navrátit je zpět do biosféry. Druhý operuje se syntetickými látkami, jež by měly být do produktů vkládány tak, aby bylo možné je z nich následně extrahovat a opět použít, a nebylo tak nikdy nutné je do biosféry navracet.

### Klimatická změna
Klimatická změna (někdy také změna klimatu) je významná a neustálá změna ve statistickém rozložení povětrnostních poměrů probíhající v rozmezí od jednoho desetiletí po miliony let. Může jít o změnu v průměrných klimatických podmínkách i o změnu výskytu extrémních povětrnostních jevů. Změna klimatu je způsobena faktory, jako jsou biologické procesy, změny slunečního záření dopadající na Zemi, změny deskové tektoniky a sopečné erupce. Klima v minulosti zkoumá paleoklimatologie. Jako významné příčiny nedávných klimatických změn, často označované jako „globální oteplování“, byly rovněž identifikovány některé lidské činnosti. 

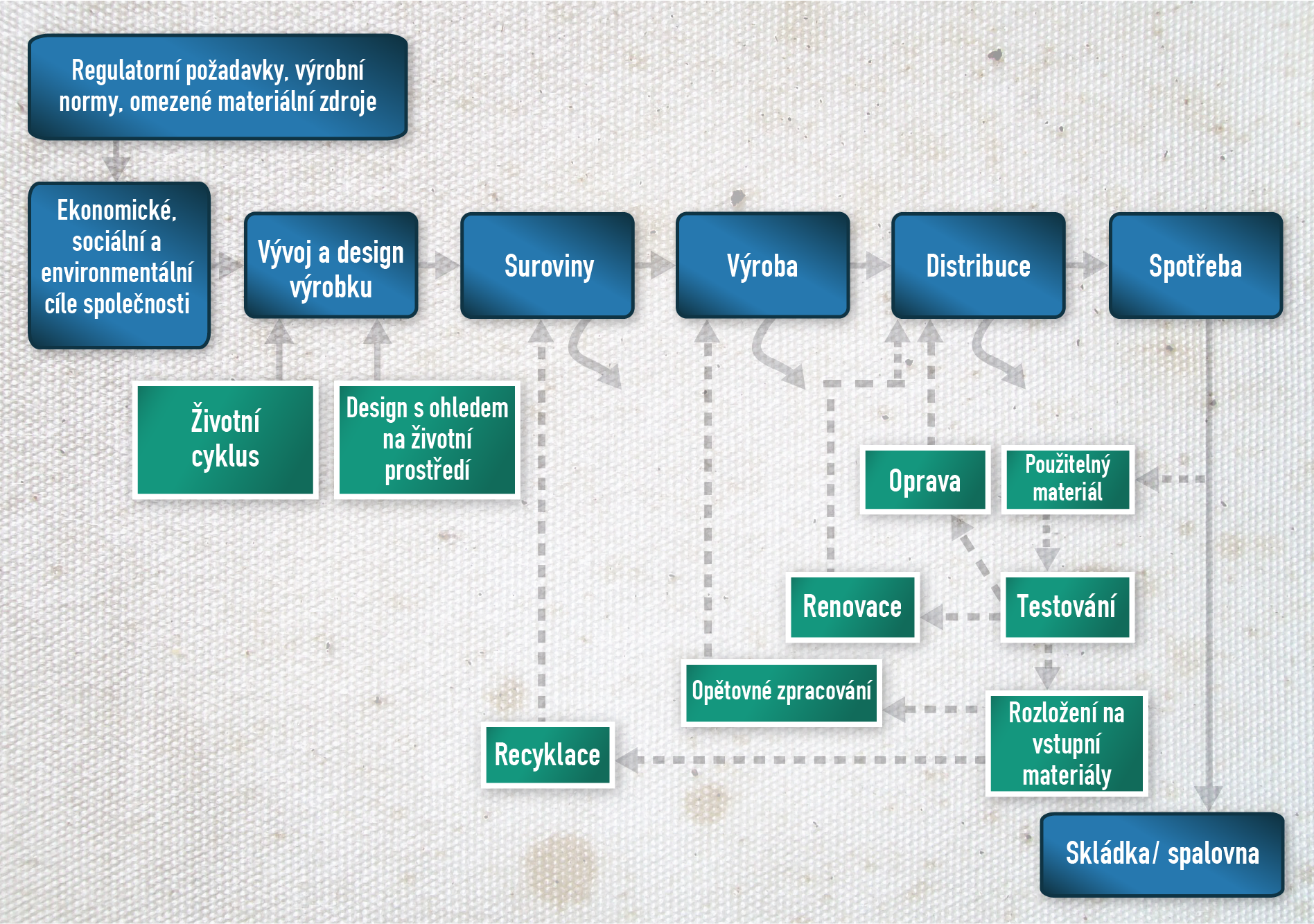
Zelený produkční řetězec

## Překážky
Princip trvale udržitelného rozvoje je jasný, je však obtížnější jej uvést do praxe. Mezi otázky, které trvale udržitelný rozvoj často vyvolává, patří:
- Není trvale udržitelný rozvoj v podstatě jen způsobem, jak lépe nakládat s neobnovitelnými zdroji?
- Chce trvale udržitelný rozvoj zachovat výhradně hodnotu přírodního kapitálu?
- Jak lze definovat případné potřeby budoucích generací?
- Jak dlouho je ekonomický růst, který je vždy exponenciální, udržitelný?
- Je silný ekonomický růst slučitelný s potřebami dnešní i budoucí populace?
- Je trvale udržitelný rozvoj (v kontextu neustále se rozevírajících nůžek mezi bohatými a chudými zeměmi) vůbec realizovatelný?
- Hodnotí koncept trvale udržitelného rozvoje problém budoucnosti správně? (Tj. zda počítá se všemi možnými faktory budoucího vývoje.)
- Jak mohou bohaté země rozvojovým zemím tvrdit, že se během svého vývoje musí vydat odlišnou cestou, jestliže samy jsme se jí vyhnuly?
- Neklade tedy koncept trvale udržitelného rozvoje příliš veliké nároky na rozvojové země?
- Dává dostatečný důraz na potřebu řešení problémů od obyvatel globálního severu?
- A je vůbec v našem zájmu starat se o to, co přijde po nás?

Existuje opravdu nebezpečný způsob vyjadřování charakterizovaný pojmem, jenž lze slyšet v obchodních a vládních kruzích: „udržitelný rozvoj“. Rozvoj není slučitelný s udržitelností a s rozmanitostí přírody. Musíme přestat mluvit o rozvoji a soustředit se na to, jak dosáhnout ustáleného stavu skutečné udržitelnosti. Mnohé z toho, co je vydáváno za ekonomický rozvoj, je prostě dalším rozšířením destabilizujících, entropických a neuspořádaných funkcí průmyslové civilizace.
Gary Snyder (Místo v prostoru)

## Trvale udržitelný rozvoj v České republice

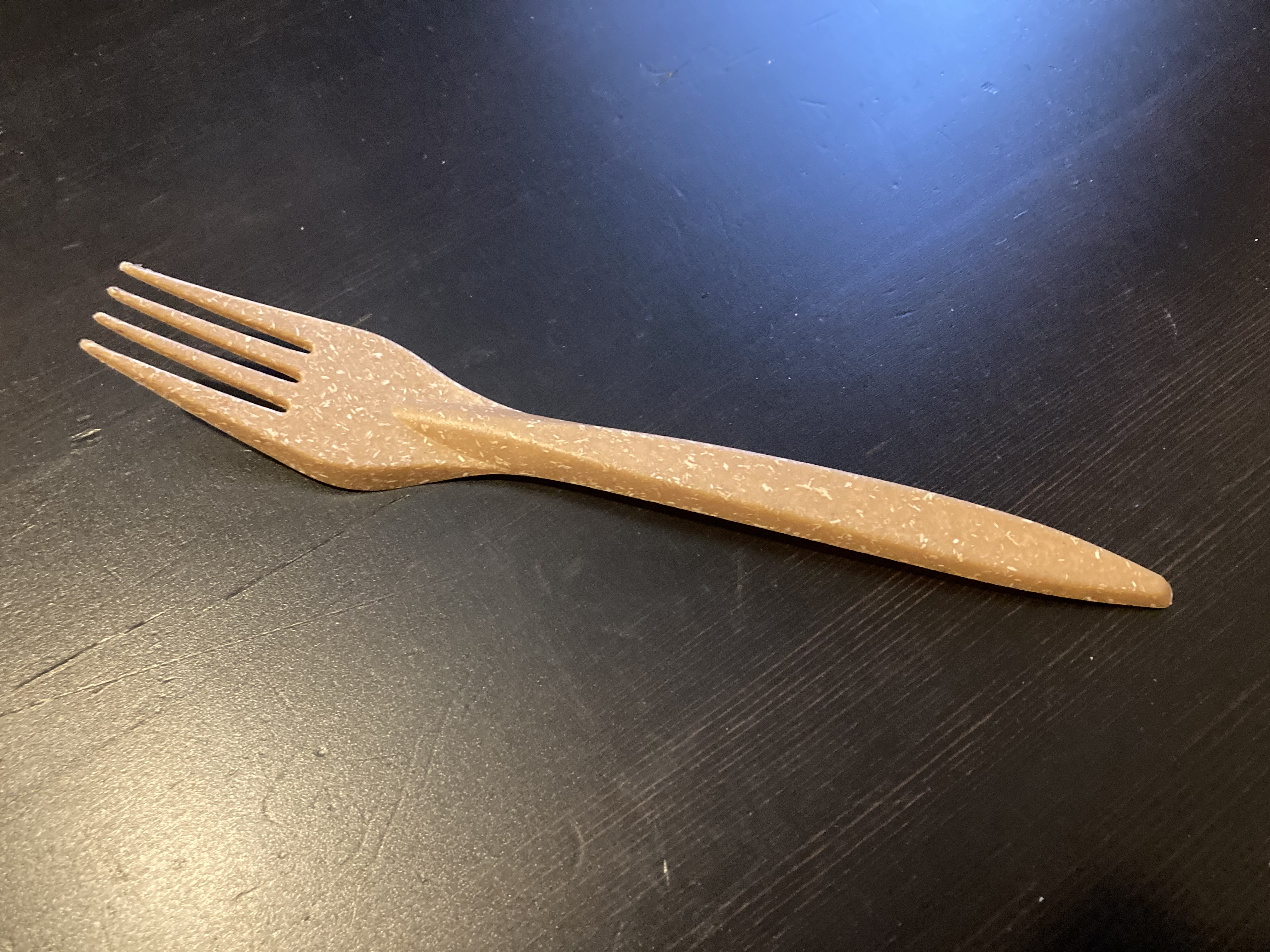
Vidlička ze směsi dřevěných pilin a polypropylenu - plně rozložitelná v případě, že ji někdo pohodí v přírodě.

Před rokem 1989 nebyly v České republice principy trvale udržitelného rozvoje výrazně zohledňovány. Nicméně již v této době byly snahy o využití odpadů environmentálně šetrným způsobem (např. recyklace plastů, využívání bioplynu v dopravě apod.). Obvykle se ovšem jednalo pouze o dílčí projekty menšího rozsahu. Na velmi dobré úrovni však bylo opětovné využití obalových materiálů. Potraviny (např. smetana, limonády, pivo, kefíry, jogurty) byly dodávány výhradně v zálohovaných skleněných lahvích, takže neexistoval problém nakládání s použitými PET lahvemi. Některé zákony směřující k omezování emisí byly dokonce přísnější, než v tehdejší západní Evropě. V roce 1991 byl schválen první zákon o životním prostředí (17/1992 Sb.), který obsahuje mj. i definici trvale udržitelného rozvoje (podobnou definici WCED):
Rozvoj, který současným i budoucím generacím zachovává možnost uspokojovat jejich základní životní potřeby a přitom nesnižuje rozmanitost přírody a zachovává přirozené funkce ekosystémů.
Zákon zdůrazňuje též právo člověka na příznivé životní prostředí.
90. léta byla ve znamení restrukturalizace průmyslu a omezení znečišťování ovzduší i vody. Narůstá podíl tříděného i recyklovaného odpadu. Přesto však energetická náročnost výroby v ČR zůstává vysoká, výrazně nad průměrem EU. V devadesátých letech se zástupci ČR začali také podílet na mezinárodních aktivitách v oblasti udržitelného rozvoje.
V roce 2005 byl schválen zákon o podpoře využívání obnovitelných zdrojů energie (180/2005 Sb.), který garantuje minimální výkupní ceny a umožňuje výrobcům z obnovitelných zdrojů uzavírat dlouhodobé smlouvy. Zákon byl velice kritizován, a to především zastánci jaderné energetiky a některými pravicovými politiky, přesto vstoupil v platnost.
Alternativním postupem, vhodným z hlediska trvale udržitelného rozvoje, není garance minimálních výkupních cen, ale započtení tzv. externalit do výrobních cen. Tyto externality by zvýšily výrobní ceny v těch elektrárnách, které výrazně narušují životní prostředí a převedly by tak náklady, které platí společnost, přímo na výrobce. Současný stav běžný v tržní ekonomice, kdy výrobce platí jen přímé náklady na výrobu elektřiny, odvozené z tržní ceny suroviny, není pro trvale udržitelný rozvoj žádoucí.

### Rada vlády pro udržitelný rozvoj (RVUR)
Rada vlády pro udržitelný rozvoj je poradním orgánem vlády České republiky ve věcech strategického plánování a udržitelného rozvoje. Ve své činnosti pak: „iniciuje, koncipuje, koordinuje, sleduje, vyhodnocuje a podporuje strategické dimenze v řízení státu.“[1] Rada byla založena necelý rok po Světovém summitu o udržitelném rozvoji v Johannesburgu. Jednalo se o reakci na mezinárodní aktivity v oblasti udržitelného rozvoje. Vznikla usnesením vlády ČR č. 778 ze dne 30. července 2003. Usnesením č. 836 ze dne 6. srpna 2003 byl pak schválen statut Rady, který ji v úvodu definuje jako stálý poradní, iniciační a koordinační orgán vlády pro oblast udržitelného rozvoje a strategického řízení. Zároveň jí bylo uloženo připravit první Strategii udržitelného rozvoje (SUR ČR), kterou ale posléze nahradil Strategický rámec udržitelného rozvoje České republiky. V roce 2006 byly, z důvodů změny politické situace, činnosti spojené s fungováním Rady převedeny z Úřadu vlády na Ministerstvo životního prostředí. To znamenalo postupný útlum činnosti a téměř i její zánik. Rekonstrukci Rady schválila vláda rozhodnutím 9. června 2014. Zároveň došlo ke schválení nového statusu a jejímu přesunu z MŽP opět na Úřad vlády.

### Strategický rámec Česká republika 2030
Klíčový dokument pro udržitelný rozvoj je strategický rámec Česká republika 2030, který vláda schválila v dubnu 2017. Dokument definuje dlouhodobé priority v šesti klíčových oblastech, jejich cílem je zvyšování kvality života v České republice. Na samotný text strategického rámce navazuje implementační dokument, který definuje postup v rámci jednotlivých cílů strategického rámce.

### Fórum udržitelného rozvoje (FUR)
Fórum udržitelného rozvoje Rady vlády pro udržitelný rozvoj (FUR RVUR) je příležitostné setkání, které Rada pořádá za účelem vytvoření veřejného prostoru pro diskuzi o jednotlivých aspektech, cílech a principech udržitelného rozvoje a jeho implementaci v České republice. Činnost FUR RVUR byla od začátku silně provázána s činností Rady vlády pro udržitelný rozvoj. U jeho zrodu pak stál český ekolog a politik Ivan Rynda a další zástupci RVUR, environmentálních organizací (např. Společnosti pro trvale udržitelný život) i akademické sféry (např. Centra pro otázky životního prostředí Univerzity Karlovy).

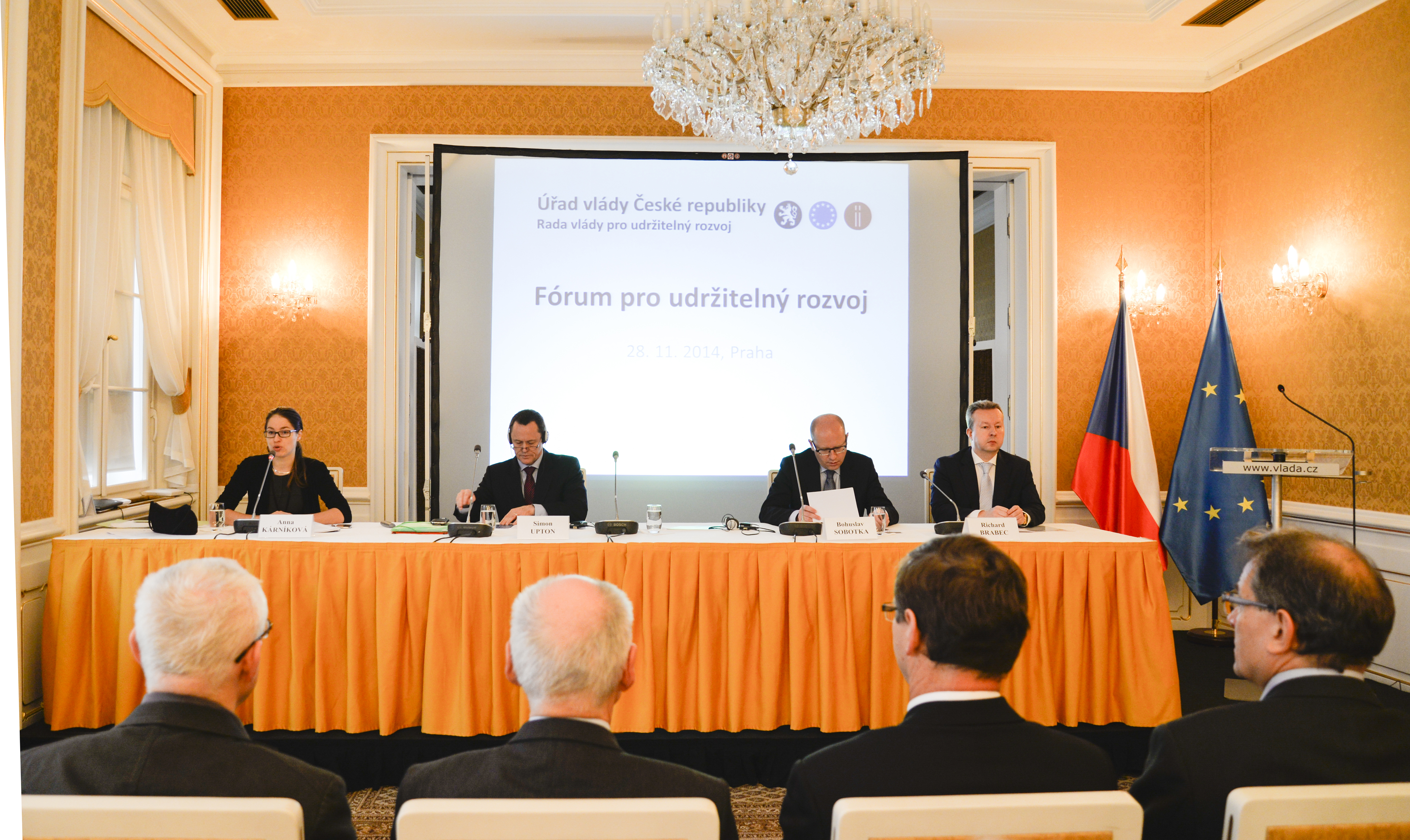
Zahájení Fóra pro udržitelný rozvoj 2014

### Evropský týden udržitelného rozvoje – ETUR
Evropský týden udržitelného rozvoje – ETUR je pravidelnou akcí, jež se koná v rámci jednotlivých regionů (států) Evropské unie, která zviditelňuje projekty a aktivity různých organizací, které propagují udržitelný rozvoj, jeho premisy, zásady a principy. V Česku nad projektem převzal záštitu Úřad vlády České republiky a koordinuje jej prostřednictvím Oddělení pro udržitelný rozvoj.

### Česká podnikatelská rada pro udržitelný rozvoj
Česká podnikatelská rada pro udržitelný rozvoj je součástí Světové podnikatelské rady pro udržitelný rozvoj. Ta je jednou z hlavních mezinárodních organizací, která sdružuje významné aktéry z řad různých odvětví podnikání a socioekonomické sféry. Snaží o jejich spolupráci a nalezení řešení a podnikání kroků, které povedou k aplikaci principů udržitelného rozvoje do společnosti – a to jak v rovině ekonomické, tak sociální i environmentální. Sídlí ve Švýcarsku (Ženevě) ale působí – prostřednictvím desítek poboček – v mnoha zemích po celém světě a v dnešní době je v ní zapojeno již přes dvě stě firem.

## Studium v ČR
V České republice se dá udržitelný rozvoj studovat na Katedře sociální a kulturní ekologie Fakulty humanitních studií Univerzity Karlovy, popř. v dalších studijních programech, které jsou blízké. Udržitelný rozvoj se probírá také v rámci studijních programů na Fakultě životního prostředí ČZU a na dalších vysokých školách.